# Casa Colorada (Pachuca)
La Casa Colorada es un edificio ubicado en el centro histórico de Pachuca de Soto, Hidalgo en México.

## Historia

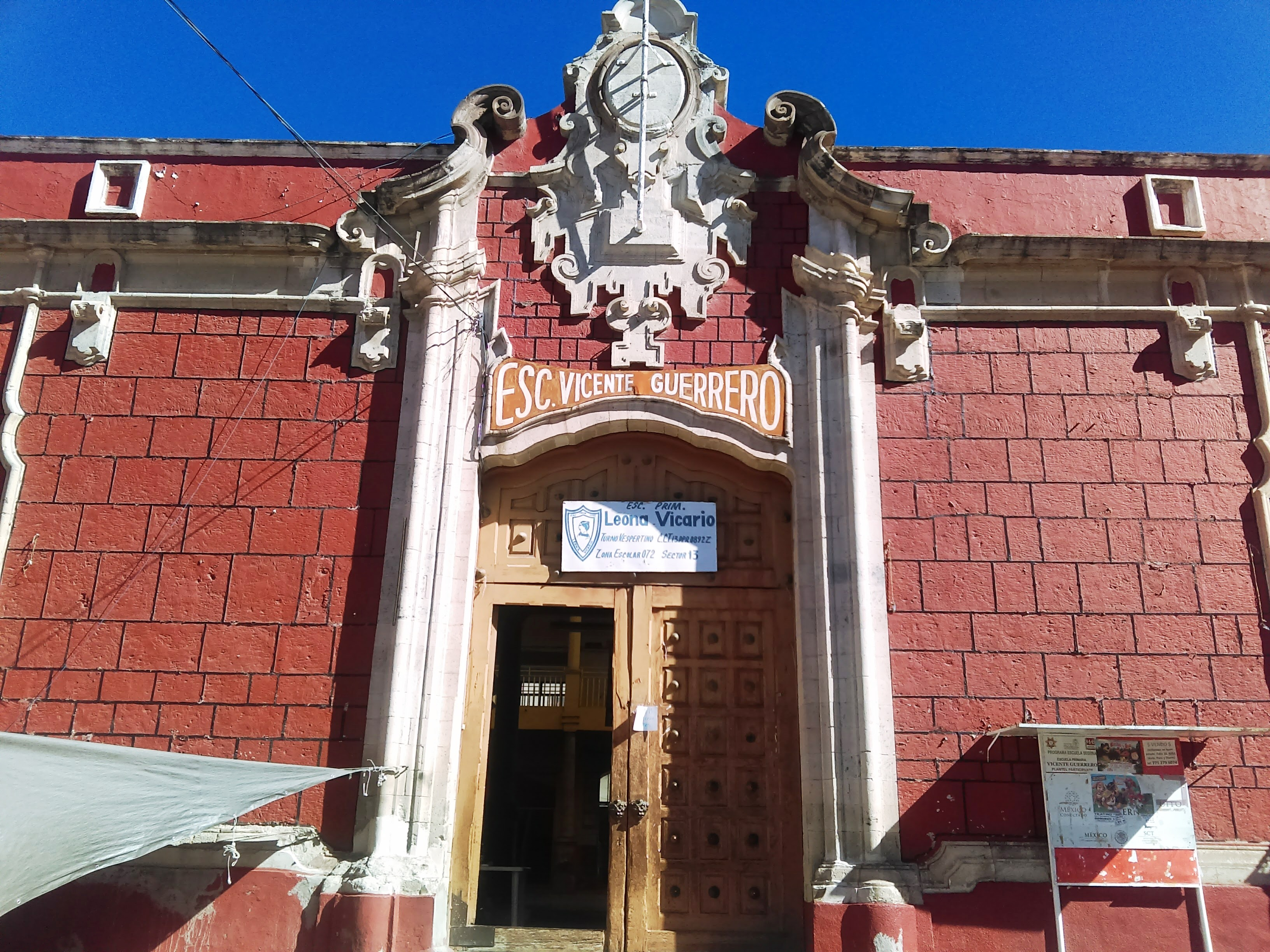
Entrada principal.

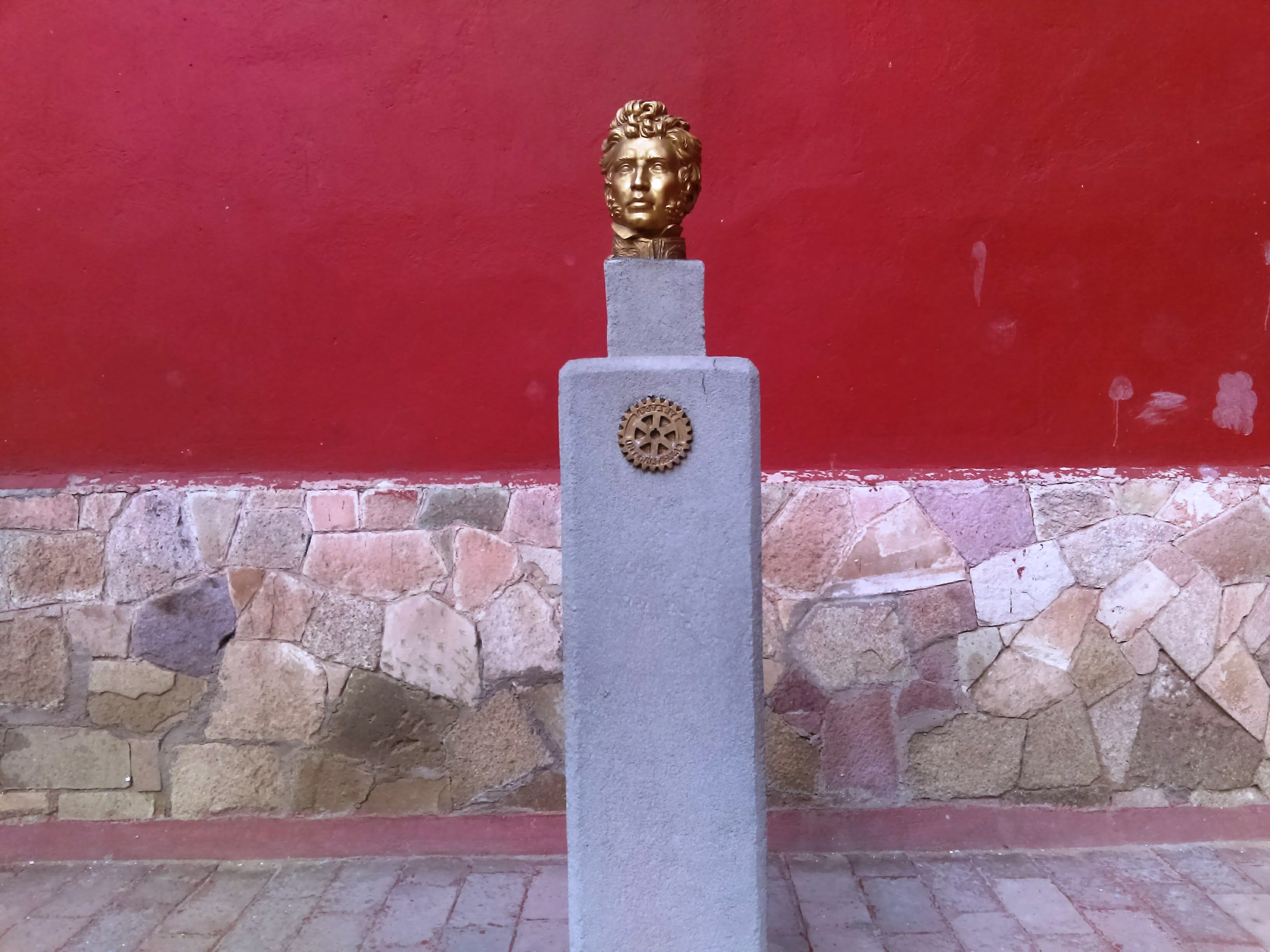
Monumento a Vicente Guerrero, a la entrada del edificio.

Pedro José Ramón Romero de Terreros Trebuesto y Dávalos de Bracamonte, Segundo Conde de Regla, a mediados de 1791 ordenó a su administrador, Francisco de Paula Villaldea, construyera en Pachuca una gran residencia a fin de ocuparla durante sus estancias. Adquirió un lote, muy cerca del Convento de San Francisco.
El proyecto incluyó un gran pórtico, a cuyos lados se levantaron de estancias: la del lado norte dispuesta como comedor y la del sur como sala de descanso. En la primera, la distribución continuaba hacia el oriente mediante una amplia cocina, la alacena, dos cuartos de baño completos y una bodega; en tanto que en el lado contrario la prolongación daba paso a cuatro recámaras y un medio baño común; el jardín, partido por un andador central y a su alrededor un pasillo techado por el cual se tenía acceso a las estancias y recámaras. Al oriente el pasillo central conducía al garaje, donde se encontraban las caballerizas y habitaciones de la servidumbre.
No se tiene constancia de la fecha en que se terminó la obra, pero es probable que sucediera en 1798, año en el que Pedro José Ramón, permaneció en Pachuca por cerca de un año. A su muerte, en 1809, la casa junto con todas las propiedades del Mayorazgo pasaron a manos de su hijo el Tercer Conde de Regla.
Este último, dedicado a otros negocios, abandonó la casa, y con el tiempo las minas explotadas por la familia; a su muerte, el 12 de abril de 1746, al no existir hijo varón heredero, se dividió sus propiedades entre sus tres hijas, correspondiendo la casa a su hija María Antonia casada con Miguel Cervantes, quien se encargó de administrar las propiedades de su esposa. En 1886, el gobernador, Francisco Cravioto gestionó la adquisición de este edificio, para instalar el Tribunal Superior de Justicia del Estado de Hidalgo. Esto originó que alrededor de este edificio se instalaran, a través de los años, distintos bufetes de abogados litigantes.
En los años 1940, en edificio se hallaban las siguientes dependencias públicas: Tribunal Superior de Justicia, Juzgados Civiles, Juzgados Penales, Juzgado Conciliador, Junta de Conciliación y Arbitraje, Procuraduría General de Justicia del Estado, Agencia del Ministerio Público y Policía Judicial. Fue en el año de 1971, que el Tribunal Superior pasó a ocupar el edificio, que había ocupado el Poder Ejecutivo, más conocido como la Casa Rule (hoy Palacio Municipal de Pachuca).
El gobernador, Manuel Sánchez Vite estableció ahí una escuela pública; la primaria Vicente Guerrero por la mañana y por la tarde la también primaria Leona Vicario. Los arreglos, concluidos en 1971, transformaron enteramente el edificio que solo conservó la fachada.

## Arquitectura

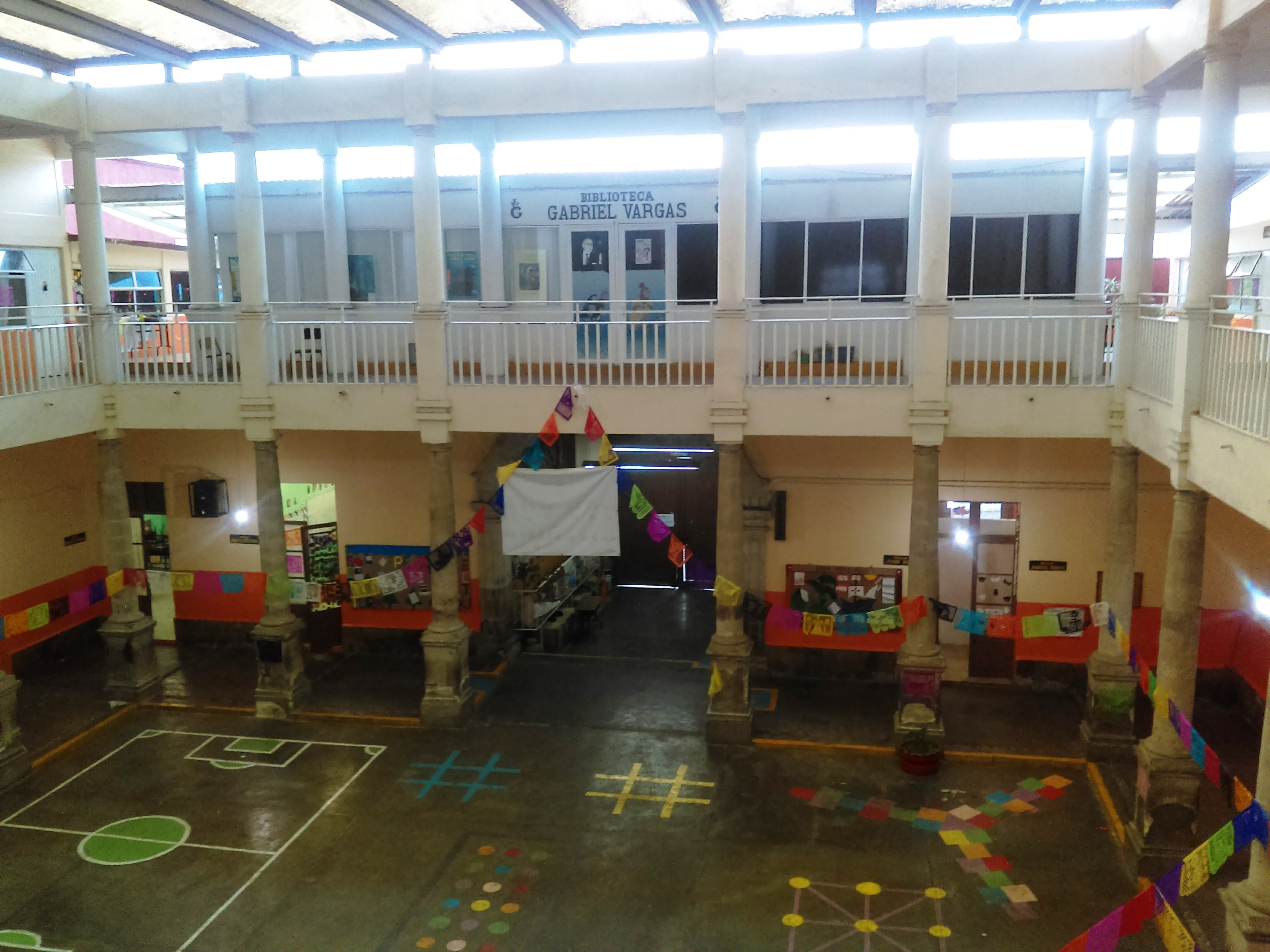
Interior del edificio.

Lo único que se conserva de la estructura original es la fachada, del barroco tardío. Se utilizó piedra de tezontle, traída de Venta Prieta, por lo cual los paramentos quedaron teñidos de rojo. Color que resalto por la cantera blanca con la cual se esculpieron jambas y dinteles, del portón y las ventanas, así como los adornos del friso inferior y los remates superiores. Esta circunstancia ocasionó que desde entonces la conocieran como "La Casa Colorada". En su interior se construyeron dos plantas para albergar al mayor número de salones de clases.
En el patio de enfrente de lado izquierdo se encuentra un monumento dedicado a Vicente Guerrero. trata de un busto sobre una columna cuadrangular. Contiene un relieve con el símbolo de Rotary International.

## Pintura

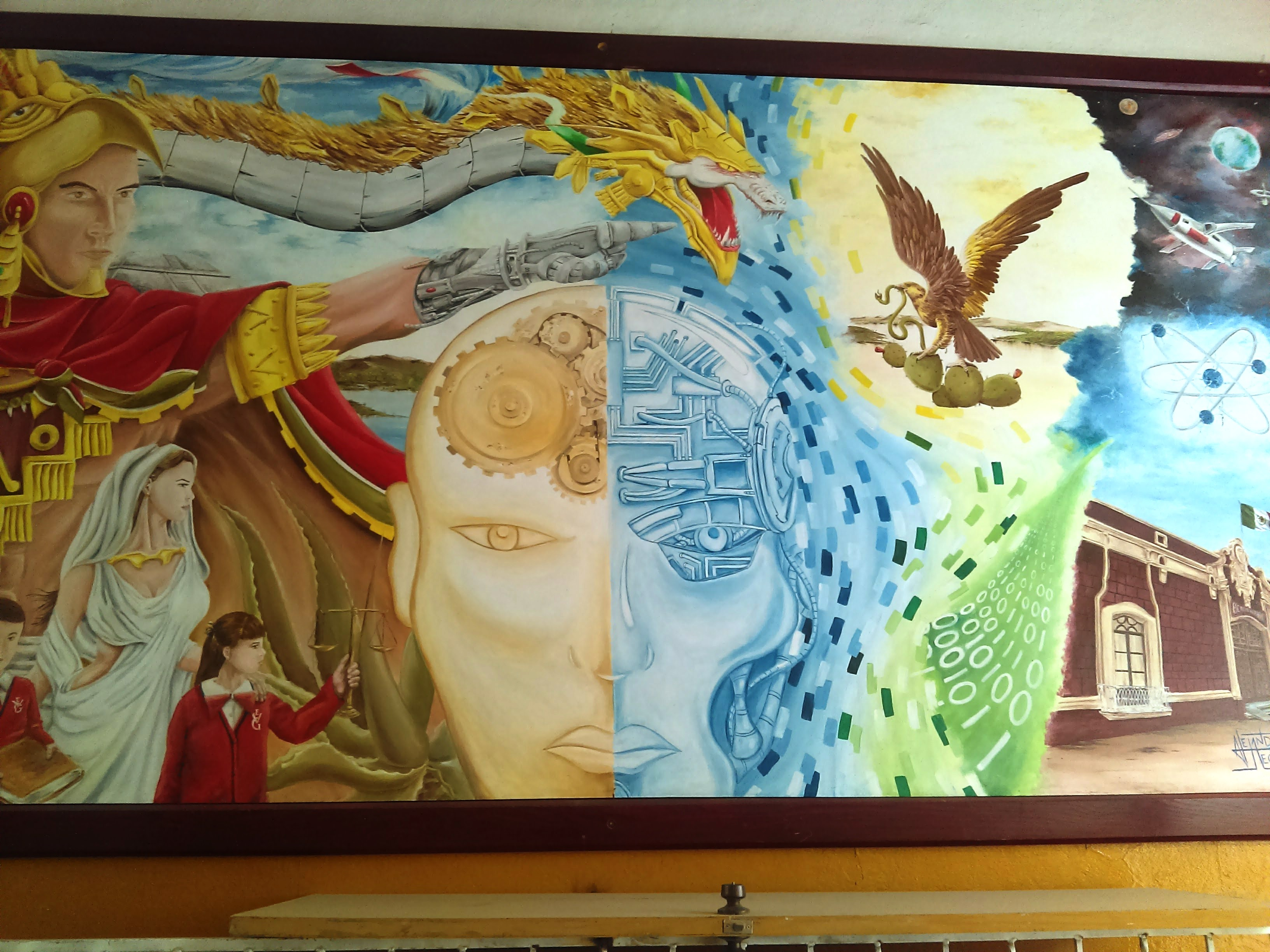
Mural de la escuela.

Al interior del edificio en el área de la entrada se encuentran dos murales. En el primero, se encuentra dividido en tres secciones. Del lado izquierdo, un niño y una niña, con el uniforme de la escuela siendo guiados, por una mujer vestida de blanco; así como un guerrero águila, acompañado de quetzalcoatl. Al centro una cabeza humana, dividida en dos colores, crema y azul. En el lado derecho se observa un águila devorando una serpiente, un código binario, un átomo y una vista de la tierra desde el espacio exterior con naves espaciales.

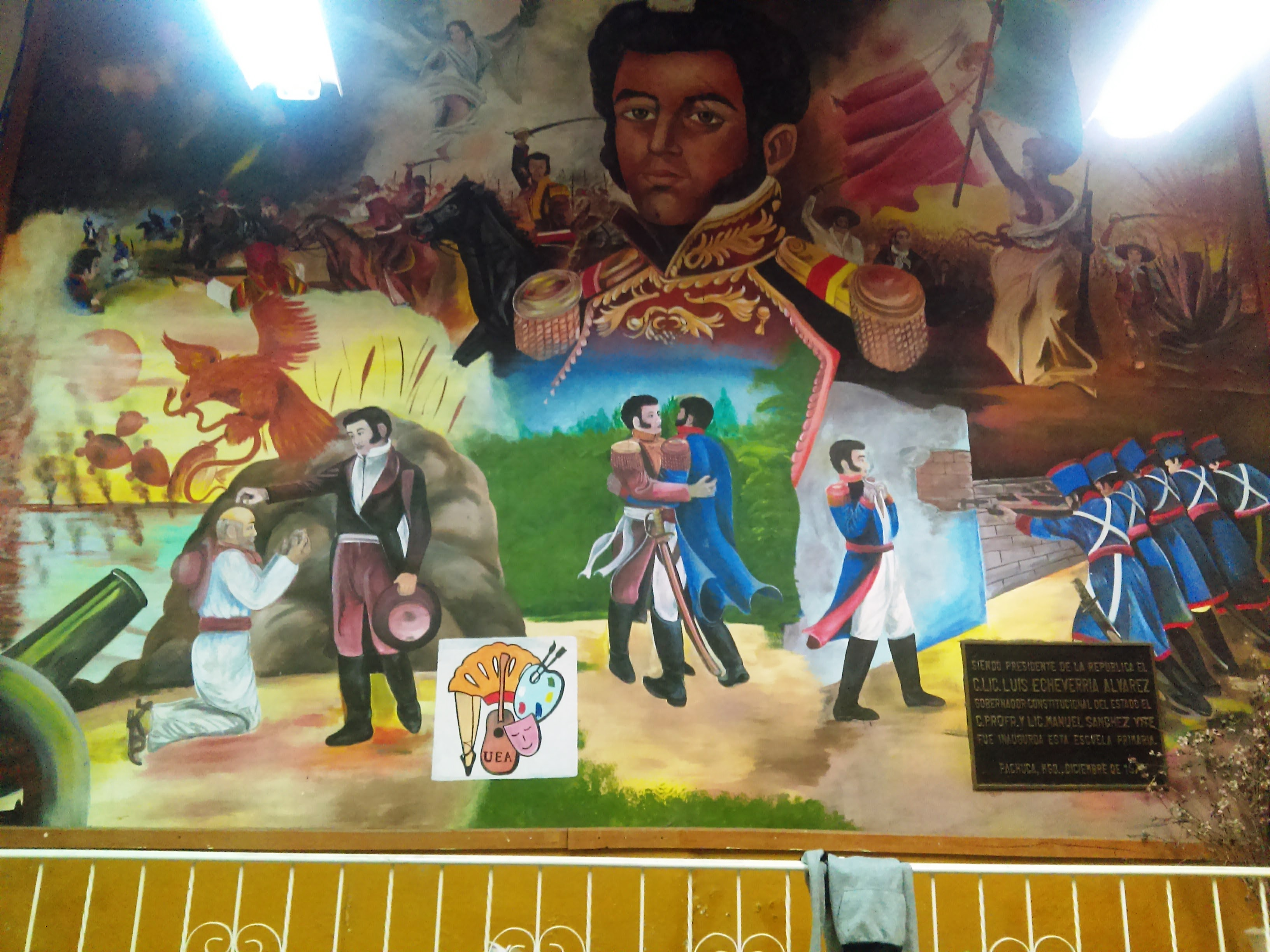
Mural de la escuela.

En el segundo mural se observa la Independencia de México, destacando Vicente Guerrero. El mural se encuentra dividido en seis secciones, tres superiores y tres inferiores. En la parte superior se observa en la parte central una imagen de Guerrero; a la izquierda una batalla, donde Guerrero dirige la caballería; y a la derecha una mujer con la Bandera de México, guiando a la batalla a las personas, clara inspiración de la pintura "La Libertad guiando al pueblo". En la parte inferior, de izquierda a derecha se observa; primero una representación de la oferta de un indulto del realismo español, presentada por su padre, Pedro Guerrero, y a este negándose; en la parte central se ve el Abrazo de Acatempan, con Agustín de Iturbide; y finalmente una representación de su fusilamiento.